# Linnaemya smirnovi
Linnaemya smirnovi là một loài ruồi trong họ Tachinidae.